# Nicolae Dide
Nicolae Dide (n.  ?) este un fost senator român în legislatura 1996-2000, ales în județul Dâmbovița pe listele partidului PD. În cadrul activității sale parlamentare, Nicolae Dide a fost membru în grupurile parlamentare de prietenie cu Republica Islamică Pakistan și Republica Italiană.
Nicolae Dide este unul dintre revoluționarii care, în 22 decembrie 1989, au pătruns în clădirea Comitetului Central al PCR.
Nicolae Dide a fost căsătorit cu Mirela Șerbănescu. , 

## Filmografie

### Actor
- Mihai Viteazul (1971)
- Săgeata căpitanului Ion (1972)
- Mușchetarul român (1975)
- Accident (1977)
- Buzduganul cu trei peceți (1977)
- Revanșa (1978)
- Mihail, cîine de circ (1979)
- Rug și flacără (1980)
- Întoarcerea lui Vodă Lăpușneanu (1980)
- Proba de microfon (1980)
- Burebista (1980)
- Vînătoarea de vulpi (1980)
- Întoarcere la dragostea dintîi... (1981)
- Grăbește-te încet (1982)
- Angela merge mai departe (1982)
- Orgolii (1982)
- Ochi de urs (1983)
- Întoarcerea din iad (1983)
- Bocet vesel (1984)
- Lișca (1984)
- Glissando (1984)
- Racolarea (1985)
- Trenul de aur (1986)
- Cucoana Chirița (1987)
- Zîmbet de Soare (1988)
- Secretul armei... secrete! (1989)
- Un studio în căutarea unei vedete (1989)
- Cei care plătesc cu viața (1989)
- Marea sfidare (1990)

### Consilier
- Rețeaua S (1980) - cascador șef
- Ana și „hoțul” (1981) - consilier cascade
- Sfîrșitul nopții (1983) - consilier
- Cucoana Chirița (1987) - consilier de călărie și cascadorie
- Un studio în căutarea unei vedete (1989) - consilier cascade
- Marea sfidare (1990) - consilier